# Cusago
Cusago (AFI: /kuˈzaɡo/; Cusagh in dialetto milanese, AFI: [kyˈzɑːk]) è un comune italiano di 4 865 abitanti della città metropolitana di Milano in Lombardia.

## Geografia fisica

### Territorio
Il territorio comunale ha forma quadrangolare e confina a ovest con Cisliano, a sud con Trezzano sul Naviglio, a est con Milano e infine a nord coi comuni di Bareggio, Cornaredo e Settimo Milanese.

### Clima
| Cusago              | Mesi | Mesi | Mesi | Mesi | Mesi | Mesi | Mesi | Mesi | Mesi | Mesi | Mesi | Mesi | Stagioni | Stagioni | Stagioni | Stagioni | Anno  |
| Cusago              | Gen  | Feb  | Mar  | Apr  | Mag  | Giu  | Lug  | Ago  | Set  | Ott  | Nov  | Dic  | Inv      | Pri      | Est      | Aut      | Anno  |
| ------------------- | ---- | ---- | ---- | ---- | ---- | ---- | ---- | ---- | ---- | ---- | ---- | ---- | -------- | -------- | -------- | -------- | ----- |
| T. max. media (°C)  | 5,1  | 8,1  | 13,1 | 17,9 | 22,7 | 26,2 | 29,1 | 27,8 | 24,1 | 17,6 | 11,0 | 6,3  | 6,5      | 17,9     | 27,7     | 17,6     | 17,4  |
| T. min. media (°C)  | −1,2 | 0,5  | 3,8  | 7,5  | 11,7 | 15,2 | 17,7 | 17,2 | 14,1 | 8,9  | 4,1  | 0,0  | −0,2     | 7,7      | 16,7     | 9,0      | 8,3   |
| Precipitazioni (mm) | 57   | 66   | 84   | 95   | 99   | 95   | 66   | 90   | 80   | 122  | 111  | 69   | 192      | 278      | 251      | 313      | 1 034 |

## Storia

### Dalle origini al medioevo
Le prime tracce storiche presenti sul territorio cusaghese risalgono al III-II millennio prima di Cristo e questo lo si può desumere dal ritrovamento di un'ascia di pietra rinvenuta nel 1943 in località Cascina Felice, presso il bosco di Cusago.
Il comune di Cusago è posto oggi come un tempo lungo un'antica strada che, uscendo da Milano nei pressi di Porta Vercellina, passa per Baggio e prosegue in direzione di Cisliano, Albairate e Abbiategrasso e quindi fin dall'epoca romana esso rappresentò un punto focale per i percorsi da Milano verso le sue campagne nel contado.
Proprio all'epoca dei romani sembrerebbe risalire l'origine del nome di Cusago che, secondo lo studioso Olivieri, sarebbe da legare al nome latino Cusiacus, a sua volta dal nome personale Causius
Che l'abitato avesse già ottenuto in epoche antiche una conformazione di villaggio, lo apprendiamo dal Liber Notitie Sanctorum Mediolanensis di Goffredo da Bussero, il quale cita per Cusago la presenza di una chiesetta dedicata a Sant'Agnese di cui ad oggi non si hanno tracce ma la cui dedicazione farebbe pensare all'epoca longobarda. A conferma di questo fatto sembra intervenire un placet del 902 celebrato davanti a Sigifredo, conte palatino durante il regno di Berengario I, al cui cospetto vennero chiamati Urso del fu Angilberto, Boniperto figlio del fu Angelfredo, Hildefredo, Luvefredo, Bonifredo, Iseberto presbitero, Lupo figlio del fu Pietro, Giseverto figlio del fu Rodemundo, Magno figlio del fu Dominicone, tutti abitanti nel villaggio di Cusago e con nomi di chiara derivazione longobardo-germanica.

### Cusago di Sotto e Cusago di Sopra
Il nucleo più antico del paese va individuato nella località detta Cusago di Sotto, menzionata nelle carte d'archivio come Cusago Vecchio: era probabilmente la villa medioevale, il villaggio privo di strutture difensive, destinato a subire la forza centripeta dell'attiguo castrum, quello che verrà denominato in seguito castello e che risalirà nelle sue forme attuali all'età di Bernabò Visconti. Questi due poli, attorno ai quali si raccoglie la comunità locale e che sono un costante riferimento per una decina di insediamenti rurali che costellano il territorio, accentuano le loro differenze in età ducale. Cusago Vecchio si irrigidisce nella propria struttura curtense, risalente se non all'età romana, certo all'età longobarda e franca.
Cusago di Sopra (ma poi per antonomasia solo Cusago) assume invece la struttura urbanistica del villaggio rurale, per quanto condizionata dal castello. Attorno a questa imponente costruzione il paese fissa il proprio aspetto definitivo e l'origine tardomedioevale di tale insediamento spiega perché solo alla fine del Trecento si menzioni una chiesa qui, un tempio cristiano dedicato a S.Ambrogio voluto dai Signori di Milano ma destinato poi anche al culto pubblico, così da interrompere la dipendenza anche religiosa di questo più recente centro rispetto a Cusago Vecchio. Quando alla fine del Seicento si dovrà edificare la chiesa parrocchiale essa nasce di fronte al castello, e con la forza coagulante che tale istituzione può avere su una comunità, Cusago di Sotto è ormai irrimediabilmente periferia: l'area che separa e unisce le facciate e le torri dei due edifici principali del paese diviene una maestosa piazza, al cui completamento contribuirà in epoca recente l'edificazione del palazzo comunale. La preminenza del castello non è solo urbanistica ma si rispecchia anche nella storia di Cusago: dall'età ducale all'età moderna si può affermare che l'intero territorio comunale ha da sempre costituito un'unica, sconfinata pertinenza del castello.

### Dal XIV secolo al Cinquecento
L'abitato di Cusago prosperò largamente, come si è visto, grazie all'influenza urbanistica e culturale del castello che rese il villaggio non solo un centro focale dell'attività ducale, ma anche una attrattiva di particolare pregio per tutta l'élite milanese legata in qualche modo alla corte.
La storia del paese, seppur essenzialmente costellata da avvenimenti di carattere agricolo e produttivo locali, conobbe numerose visite ed interessamenti da parte di personaggi di grande rilievo tra cui il duca Filippo Maria Visconti che predilesse particolarmente questa residenza di campagna e che favorì largamente lo sviluppo anche dell'abitato cittadino attorno alla sua residenza, col fine ultimo di crearsi una piccola "corte di campagna".
Uguale splendore conobbe l'abitato all'epoca di Ludovico il Moro che fece del castello e del villaggio di Cusago poli di attrattiva culturale di gran pregio per la corte sforzesca a Milano, facendo conoscere il piccolo borgo a principi ed ambasciatori stranieri che attraverso l'ammirare la residenza di campagna del duca milanese rimanevano stupiti dalla ricchezza dell'intero ducato.
Con atto di donazione del 28 gennaio 1494, Ludovico donò il feudo alla moglie Beatrice d'Este, con tutte le relative possessioni, fortilizi e diritti feudali a esse connessi, ossia il mero et mixto imperio, ogni tipo di giurisdizione, omaggi, immunità, etc, la facoltà di amministrarle secondo il proprio arbitrio, deputare castellani, pretori, ufficiali, etc, nonché di fruizione delle rendite.
Il borgo iniziò a decadere dal tradizionale e consolidato splendore con la vendita del castello alla famiglia Stampa di Soncino che divenne feudataria del borgo e lo mantenne per i quattro secoli successivi, trattandolo sempre più come centro produttivo agricolo, riportandolo al livello medio dei borghi di campagna del Cinquecento lombardo, facendosi forte anche del fatto di possedere quasi 12.000 pertiche delle circa 15.000 del comune.
Nel 1572, quando su esortazione di San Carlo Borromeo vengono compilati i primi registri delle anime, la villa di Cusago ha complessivamente 525 anime di cui 273 abitanti nel paese e 252 nelle cascine circostanti. Nel 1612 la regia camera ricostituì il feudo sul paese.

### Storia recente
Nel 1771 Cusago (comprendente anche le sue frazioni) aveva 892 abitanti ed una superficie di 14.944 pertiche milanesi e 21 tavole di cui erano proprietari tra gli altri anche diversi rappresentanti della nobiltà milanese come i marchesi Busca ed i conti Imbonati. Nel 1781 gli abitanti erano scesi a 838.
Nel 1809 il governo napoleonico annesse al comune di Cusago anche quelli di Assiano e Monzoro, e nel 1811 anche Cisliano. Gli austriaci annullarono tutto nel 1815, ma nel 1841 riconobbero la definitiva annessione della minuscola frazione di Monzoro. Nel 1859 Cusago contava 1148 anime.
Ancora dopo la proclamazione del Regno d'Italia, i proprietari terrieri sono pochissimi, con in testa la contessa Cristina Morosini, vedova Stampa di Soncino. Il cardinale Andrea Carlo Ferrari visita il borgo di Cusago ben quattro volte (1897, 1904, 1910, 1914) ed ha l'occasione di rilevare come il paese si attesti attorno alle 1600 anime.

### Simboli
Lo stemma e il gonfalone sono stati concessi con D.P.R. del 29 gennaio 1982.
Stemma
La descrizione araldica dello stemma è la seguente:
Gonfalone
La descrizione araldica del gonfalone è la seguente:

## Monumenti e luoghi d'interesse

### Architetture religiose

#### Chiesa Parrocchiale dei Santi Fermo e Rustico

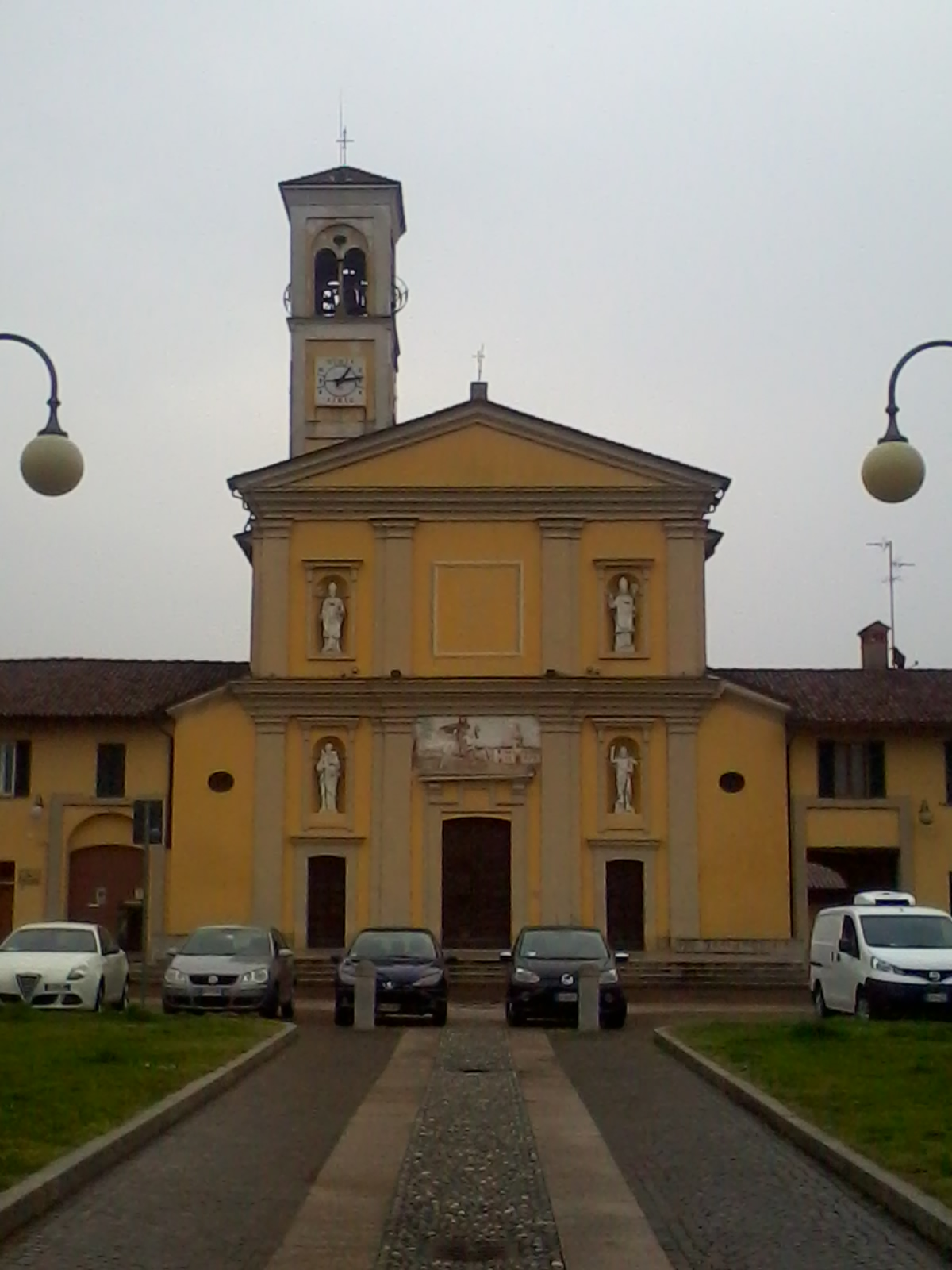
La chiesa parrocchiale dei Santi Fermo e Rustico

Sino al XVII secolo, il borgo di Cusago dipendeva spiritualmente dalla Pieve di Cesano Boscone, non avendo in loco un luogo di culto stabile, se non una piccola cappella dedicata a Sant'Antonio (risalente al XIV secolo e distrutta a fine Settecento), annessa al castello e dedicata al culto privato dei Visconti, la quale veniva aperta alla pubblica venerazione solo nei periodi estivi in cui i duchi milanesi si recavano in queste aree della Lombardia per la caccia.
L'edificazione della nuova chiesa parrocchiale subì l'impulso della visita di Carlo Borromeo del 1580 e già a partire dal 1602 si diede ordine per una nuova costruzione che però subì continue interruzioni che portarono con tutta probabilità a completare le mura già alla visita vicariale del 1648, ma che protrassero la decorazione interna sino alla metà del Novecento, per opera del pittore Natale Penati. Nella chiesa sono oggetto di particolare venerazione le reliquie ("corpo santo") di un martire di nome Vincenzo, donate dal cardinale Ottoboni (poi Papa Alessandro VIII) nel 1685, provenienti dalle catacombe romane, le quali vengono esposte regolarmente in chiesa nel giorno della festa patronale, la prima domenica di maggio.
All'interno della struttura si possono ravvisare ancora oggi dei pregevoli affreschi ottocenteschi e novecenteschi, oltre ad un organo originale del 1854 realizzato presso la bottega Carcano.
L'altare maggiore della chiesa parrocchiale venne ufficialmente consacrato solo il 9 maggio 1978.

#### Chiesa di Santa Maria Rossa
Detta anche Santa Maria del Bosco, la piccola chiesa sorge nel borgo di Monzoro, frazione del comune di Cusago. Essa è ad oggi l'ultima parte rimasta dell'antica abbazia che un tempo sorgeva attorno a questo tempio sacro e che l'ha contraddistinta per diversi secoli, assumendo l'aspetto di una sala per concerti e serate culturali.
La chiesa di Santa Maria Rossa venne edificata nel 1359 del Generale degli Olivetani, Ippolito da Milano, e passò in seguito ai monaci Eremitani di Sant'Agostino, i quali provvedettero nel XV secolo alla struttura dell'edificio, che venne ampliato sino a divenire una vera e propria abbazia.
La struttura si presenta come una costruzione semplice, caratterizzata da una facciata in laterizio con una struttura a capanna dotata di due monofore laterali ed un rosone centrale che danno luce all'interno della chiesa. L'unica navata centrale accoglie un piccolo presbiterio di forma quadrangolare, nel quale si trova ancora uno degli affreschi originari rappresentante Cristo e gli evangelisti, mentre gran parte degli altri affreschi murari è stata rimossa ed esposta nei musei del Castello Sforzesco di Milano.

#### Oratorio dei Santi Antonio e Teresa
L'oratorio dei santi Antonio e Teresa sorge nel territorio di Cusago, annesso alla cascina Robaione. La chiesa venne edificata, secondo quanto risulta da una lapide murata in loco, nel 1656 per volere della famiglia Ceva (di origini spagnole), come ex voto per aver avuta salva la vita durante l'assedio di Pavia da parte dei francesi. In quello stesso anno la famiglia Ceva ospitò in questo oratorio le prime statue mai realizzate raffiguranti il miracolo della Madonna di Caravaggio, risalenti al 1432. Questo simulacro, che era conservato nel primitivo santuario di Caravaggio, vennero qui conservate sino alla fine dei lavori di rifacimento per poi esservi nuovamente trasferite.
Nel XVIII secolo l'oratorio passò di proprietà al conte Giuseppe Imbonati per poi passare dal 1879 all'ingegnere Luigi Tarantola che nel 1904, secondo il desiderio della moglie, la fece restaurare con l'aggiunta di un pronao a colonne ancora oggi visibile davanti all'ingresso. La stessa famiglia Tarantola rinvenne le lapidi con la commemorazione del passaggio del simulacro della Madonna di Caravaggio e per questo durante quello stesso periodo vennero fatte realizzare delle nuove copie delle antiche statue che vennero poste sotto teca sull'altare dove ancora oggi si trovano a ricordo delle originali.
All'interno della cappella si trovano anche due dipinti seicenteschi raffiguranti Tobiolo e l'angelo e un Matrimonio della Vergine che sembrano da attribuirsi al pittore comasco Francesco Carpano.

#### Altre chiese

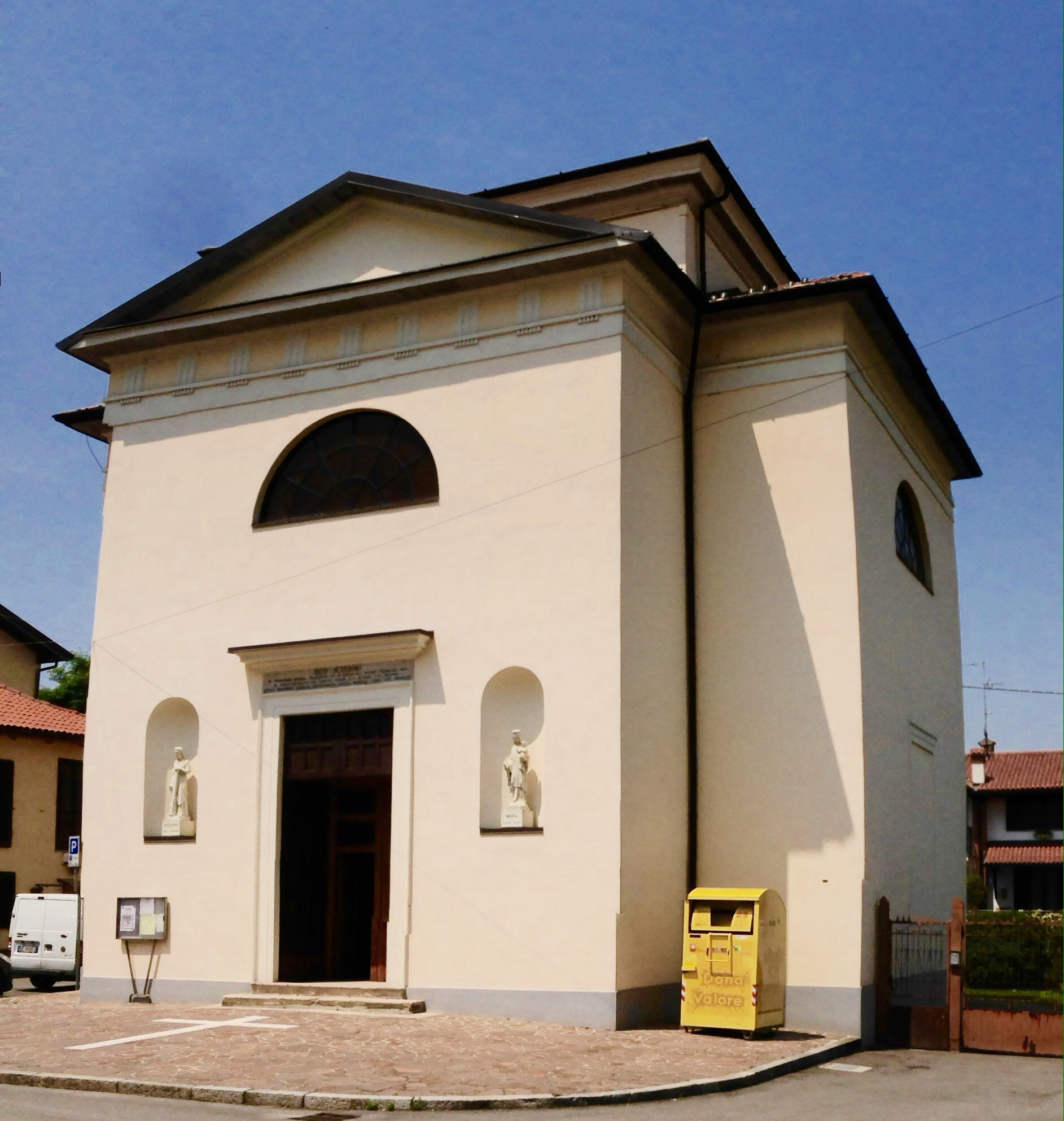
Chiesa di San Francesco di Monzoro

Le altre chiese del territorio di Cusago sono San Francesco di Monzoro (edificato nell'ultimo trentennio del XVI secolo e poi ricostruito in stile neoclassico agli inizi dell'Ottocento), mentre anticamente era parte del territorio comunale anche la chiesa di San Martino di Assiano (oggi località inglobata nel comune di Milano); scomparse sono invece le chiese campestre di Sant'Agata e San Rocco.

### Architetture civili

#### Castello Visconteo

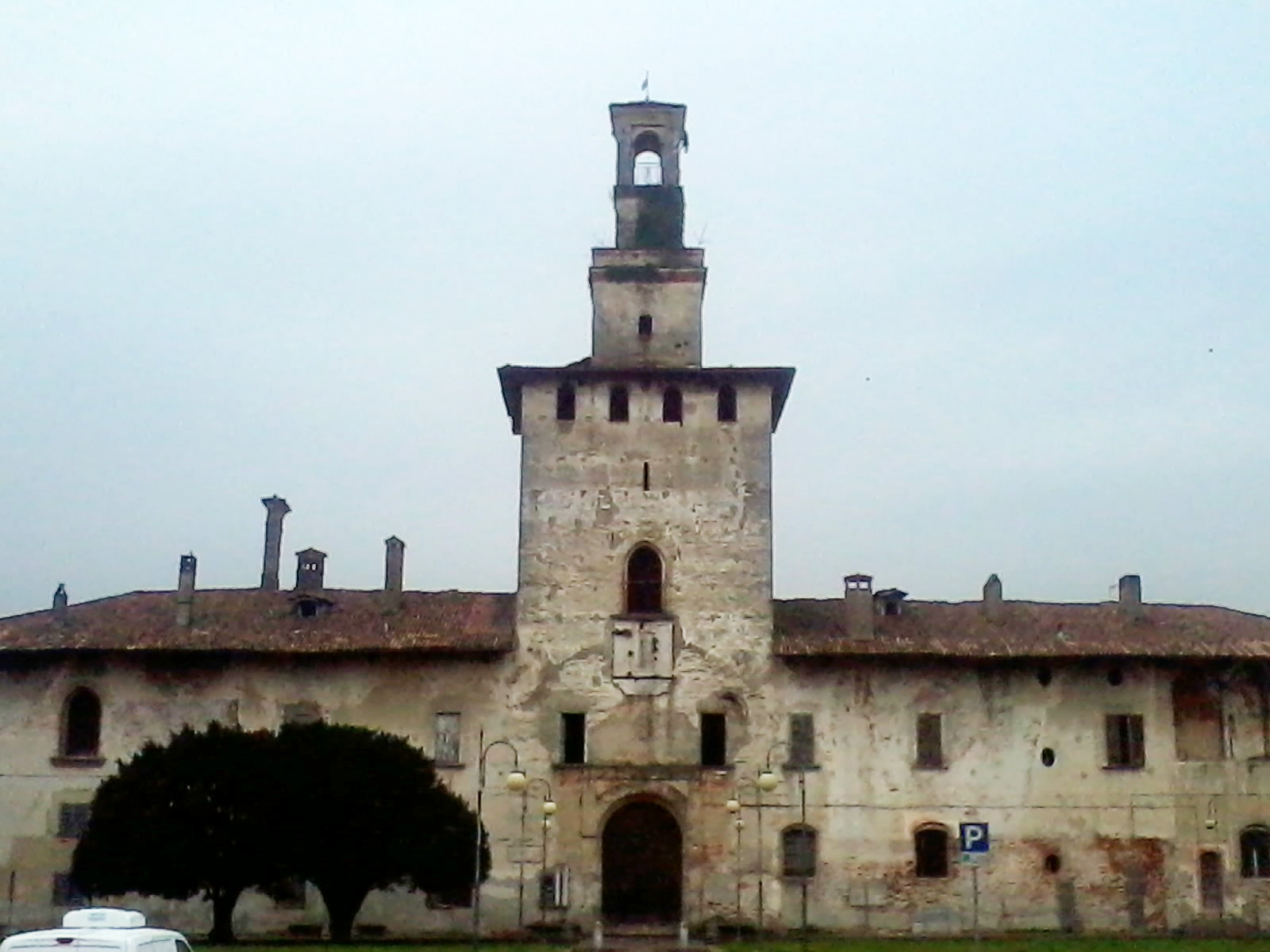
La facciata del castello di Cusago

Il castello fu costruito su volere di Bernabò Visconti tra gli 1360 e il 1369, erigendolo sopra quanto rimaneva di una fortificazione longobarda.
Venne costruito per fungere da residenza durante le battute di caccia nella riserva viscontea che si estendeva nella campagna a sud di Milano fra la città e Vigevano, successivamente Filippo Maria Visconti per raggiungerlo più comodamente fece scavare una derivazione del Naviglio Grande, chiamata Naviglietto, a partire da Gaggiano.
Nel corso della peste del 1398 il castello divenne un rifugio dal morbo fino a quando fu trasformato in lazzaretto. La sua funzione di villa di campagna signorile, per caccia, feste e luogo d'incontro con amanti venne ripristinata da Ludovico il Moro, che infine la donò a Beatrice d'Este sua moglie. La proprietà poi passò a Lucia Marliani, un'amante di Ludovico. I cambi di proprietà proseguirono fino al conte Massimiliano Stampa e quindi alla di lui famiglia Casati-Stampa di Soncino.
Nel 1973, il castello, ormai da tempo in decadenza e trasformato in una grande cascina agricola abitata da circa trenta famiglie, assieme ai terreni circostanti venne acquistato da Silvio Berlusconi che, tramite Edilnord, costruì su alcuni appezzamenti il quartiere "Milano Visconti". Il castello, ormai malridotto, fu quindi venduto a una società formata da un gruppo di imprenditori "Il Castello di Cusago s.r.l" nel 2003 con l'ipotesi di farne una scuola floro vivaistica legata al Parco agricolo Sud Milano, progetto sfumato per le difficoltà riscontrate. Si tentò successivamente nel 2008 la vendita a un'altra società immobiliare, la "Kreiamo s.r.l", ma anche questa trattativa, non andò in porto per vicende giudiziarie in cui la Kreiamo fu coinvolta. A tutt'oggi il castello, che permane in uno stato di grave abbandono, rimane proprietà privata della società "Il Castello di Cusago s.r.l.".

## Società

### Evoluzione demografica
- 500 nel 1751
- 892 nel 1771
- 529 nel 1805
- 967 nel 1809 dopo l’annessione di Assiano e Monzoro
- 1891 nel 1811 dopo l’annessione di Cisliano, Bestazzo e San Pietro Bestazzo
- 1067 nel 1853 dopo l’annessione di Monzoro

Abitanti censiti

### Etnie e minoranze straniere
Secondo le statistiche ISTAT al 1º gennaio 2018 la popolazione straniera residente nel comune metropolitano era di 160 persone, pari al 4% della popolazione. Al 2018, nessuna delle nazionalità presenti nel comune superava le 20 unità.

## Eventi
- Ogni seconda domenica del mese (eccetto gennaio, luglio e agosto): mercatino dell'antiquariato e del biologico in piazza Castello
- 17 gennaio: falò di S. Antonio
- In primavera Cusago in Fiore
- Prima domenica di maggio: festa patronale di S. Vincenzo - fiera e serate danzanti oltre alla consueta processione religiosa che attraversa il paese
- Metà settembre: festa patronale di Santa Maria Bambina a Monzoro
- In autunno festa dell'Agricoltura
- Natale mercatino di Natale ed eventi relativi